# Oyster Creek (Teksas)
Oyster Creek je grad u američkoj saveznoj državi Teksas. Prema popisu stanovništva iz 2010. u njemu je živjelo 1.111 stanovnika.